# Jay-Jay Okocha
Augustine Azuka Okocha, meglio noto come Jay-Jay Okocha (Enugu, 14 agosto 1973), è un ex calciatore nigeriano, di ruolo centrocampista.
Considerato come uno dei migliori calciatori africani della storia del calcio, nel marzo del 2004 è stato inserito da Pelé all'interno del FIFA 100, la lista dei 125 migliori calciatori viventi della storia del calcio. Nel 2003 e nel 2004 ha vinto il premio di Miglior calciatore africano dell'anno, assegnato dalla BBC Radio.
Durante la sua carriera, vestì in particolare le maglie dell'Eintracht Francoforte, del Fenerbahçe, del Paris Saint-Germain e del Bolton. Con il club parigino, vinse una Supercoppa di Francia e una Coppa Intertoto.
Con la maglia della nazionale nigeriana, ha disputato tre Mondiali (1994, 1998 e 2002) e cinque Coppe d'Africa (1994, 2000, 2002, 2004 e 2006). Si è inoltre laureato campione d'Africa nell'edizione del 1994 e Campione Olimpico nel 1996.

## Biografia
Okocha, appartenente al gruppo etnico africano degli Igbo, nacque ad Enugu, una terra devastata dalla guerra e dalla povertà. Il nome Jay-Jay gli venne ereditato dai fratelli maggiori James, il quale iniziò a giocare a calcio per primo, ed Emmanuel, che lo seguì subito dopo. Okocha iniziò a giocare a calcio per strada, spesso sfruttando come pallone qualunque oggetto a forma rotonda:
(Okocha in un'intervista alla BBC)
Dopo aver mosso i primi passi con il pallone tra i piedi nelle giovanili degli Enugu Rangers, squadra nigeriana della sua città, si trasferì in Germania. È inoltre lo zio del calciatore Alex Iwobi.

## Caratteristiche tecniche
(Samuel Eto'o)
Dotato di un'eccelsa tecnica e una grande velocità, viene considerato come uno dei migliori dribblatori della storia. Talento puro dotato di fantasia ed estro, nonostante il suo stile di gioco innovativo e l'agilità che lo contraddistingueva, peccava a volte di leziosità così come di disciplina a livello tattico.
Era inoltre un abile tiratore di calci piazzati ed era capace di compiere tiri dalla media-lunga distanza. Le sue caratteristiche tecniche e i suoi dribbling lo hanno reso una vera e propria icona sia per i calciatori africani dopo di lui che per diversi calciatori provenienti dal resto del mondo.

## Carriera

### Club

#### Gli inizi e il trasferimento in Germania
Tra le file degli Enugu Rangers, Okocha inizia a dar prova della sua tecnica, segnando anche una rete contro l'esperto portiere nigeriano Willy Okpara. Nel 1990, andò in vacanza nella Germania Ovest, Paese che aveva appena conquistato la Coppa del Mondo, per poter guardare da vicino il campionato tedesco. Una mattina, Okocha accompagnò un suo amico che giocava in terza divisione per il Borussia Neunkirchen e partecipò con lui all'allenamento. Da quel momento venne ingaggiato dal club tedesco fino a quando, nel 1992, le sue doti furono notate da alcuni dirigenti dell'Eintracht Francoforte.

Con il nuovo club il giocatore nigeriano esordisce nel massimo campionato tedesco e conferma anche a questi livelli il suo potenziale, disputando in tutto quattro campionati di Bundesliga. Il 27 settembre del 1993, alla sua seconda stagione con la maglia del club, realizzò un gol di pregevole fattura contro il Karlsruhe nel quale, dopo aver ricevuto palla all'interno dell'area di rigore, dribblò più volte la difesa avversaria segnando infine con un tiro all'angolino una rete ai danni di Oliver Kahn. Tale prodezza venne considerata come una delle più belle reti nella storia del calcio tedesco tanto da venire soprannominata dalle riviste tedesche der Wahnsinnstanz, letteralmente "la danza della follia".
(Okocha)
Nelle stagioni successive, Okocha progredì di anno in anno continuando ad esprimersi ad alti livelli. In particolare, il bel gioco espresso nella stagione 1995-1996, condita da 7 reti in 24 partite, attirò l'attenzione dei turchi del Fenerbahçe, che si impossessarono del suo cartellino.

#### La parentesi al Fenerbahçe e i trofei con il Paris Saint-Germain
Con la maglia del Fenerbahçe raffina le sue qualità specializzandosi sui calci piazzati. In tutto disputa con la società turca due campionati, realizzando 30 gol in 63 presenze. Durante questo periodo ottenne inoltre la cittadinanza turca e cambiò il nome in Muhammet Yavuz.
Nel 1998 venne acquistato al termine dei Mondiali in Francia dal Paris Saint-Germain per 15 milioni di euro, rendendolo all'epoca il calciatore africano più costoso di sempre. Nel club parigino Okocha conquista i suoi primi trofei, vincendo al primo anno la Supercoppa di Francia e nel 2001 la Coppa Intertoto. Con la maglia del Paris disputa in totale quattro stagioni, diventando presto un idolo della tifoseria.

#### L'esperienza in Inghilterra, in Qatar ed il ritiro
Dopo aver partecipato al Campionato mondiale di calcio 2002, si trasferisce a titolo gratuito al Bolton, squadra militante nella Premier League, nonostante l'interesse del Manchester United di Sir Alex Ferguson. Con il club inglese, Okocha continua ad esprimersi ad alti livelli siglando nella sua prima stagione il goal salvezza all'ultima giornata con un tiro da trenta metri contro il West Ham e trascinando il club nel 2005 verso una clamorosa qualificazione in Coppa UEFA. Del Bolton, Okocha divenne presto un simbolo tanto da venire nominato anche capitano: in totale, disputò con il club quattro campionati, scendendo in campo complessivamente 185 volte e siglando in tutto 18 goal.
Nella stagione 2006-2007, passò alla squadra Qatar SC, dove giocò per una sola stagione disputando 26 partite e andando a segno 6 volte. In seguito ritornò in Inghilterra giocando con la maglia dell'Hull City, squadra inglese militante nella Football League Championship, la serie cadetta inglese, per poi ritirarsi definitivamente all'età di 35 anni dal calcio giocato.

### Nazionale

#### L'esordio
Okocha esordì ufficialmente il 2 maggio 1993 con la maglia della nazionale nigeriana nella sconfitta in trasferta per 2-1 contro la Costa d'Avorio, valevole per le qualificazioni alla Coppa del Mondo del 1994. Nella partita successiva, anch'essa fondamentale per le suddette qualificazioni, segna la sua prima rete con la maglia della nazionale su calcio di punizione realizzando il gol del momentaneo pareggio e contribuendo alla vittoria finale per 4-1 contro l'Algeria.

#### 1994-1998: LaGolden Generation nigeriana
Nel 1994 viene convocato in vista della Coppa d'Africa disputando da titolare tutte e quattro le partite della Nigeria, contribuendo con le sue giocate alla vittoria del torneo. In seguito, nello stesso anno, viene convocato in vista dei Mondiali del 1994, dove riuscì con la nazionale a raggiungere gli ottavi di finale, persi per 2-1 contro l'Italia.
Da quell'anno, Okocha diventa a tutti gli effetti un giocatore chiave della Golden Generation nigeriana, che poteva vantare a quel tempo oltre a lui diversi giocatori talentuosi, tra cui Nwankwo Kanu, Celestine Babayaro e Victor Ikpeba. Nel 1996 la Nigeria partecipa e vince a sorpresa l'oro olimpico ai Giochi di Atlanta, vincendo in rimonta per 3-2 la finalissima contro l'Argentina di Javier Zanetti ed Hernan Crespo, dopo aver sconfitto per 4-3 il Brasile di Ronaldo, Rivaldo e Roberto Carlos in semifinale.
Nei Mondiali del 1998 disputati in Francia, la Nigeria ha grandi aspettative visto il buon rendimento nei quattro anni passati, ma la nazionale non brilla come previsto, pur arrivando ugualmente agli ottavi di finale, persi per 4-1 contro la Danimarca. Nonostante ciò, Okocha gioca comunque ad alti livelli, tanto da venire inserito nella Squadra del Torneo.

#### Coppe d'Africa (2000, 2002, 2004, 2006) e Mondiali 2002
Nel 2000 Okocha partecipa a distanza di sei anni alla Coppa d'Africa, segnando una doppietta nella prima partita vinta per 4-2 dalla Nigeria ai danni della Tunisia e una rete in finale contro il Camerun, dove la nazionale nigeriana viene sconfitta ai calci di rigore.
In seguito Okocha viene convocato ai Mondiali del 2002, dove la Nigeria non riesce però a superare la fase a gironi. Nello stesso anno, raggiunse le semifinali della Coppa d'Africa, dove la Nigeria venne sconfitta per 2-1 dal Senegal.
Nell'edizione successiva, Okocha diventa ancora più decisivo per la nazionale, trascinando nuovamente la Nigeria in semifinale della Coppa d'Africa del 2004. Tuttavia, nonostante il gol di Okocha, la Nigeria non riesce a superare la Tunisia, che vince ai calci di rigore. La nazionale nigeriana conquista così il terzo posto vincendo per 2-1 contro il Mali, con reti di Okocha e Odemwingie. In totale, Okocha arrivò a segnare ben 4 reti nell'arco del torneo, laureandosi capocannoniere al pari di Patrick Mboma, Frédéric Kanouté e Francileudo Santos.
Disputò infine anche due partite della Coppa d'Africa del 2006, giocando l'ultimo match con la maglia della nazionale contro il Senegal nella partita vinta per 1-0, valevole per il terzo posto. In totale, con la Nigeria colleziona 14 reti in 73 presenze.

### Dopo il ritiro
Dopo il ritiro, Okocha ha aperto nel 2009 una discoteca in Nigeria intitolata "Numero dieci" in onore del numero di maglia con il quale era solito giocare.

## Statistiche

### Presenze e reti nei club[34]
| Stagione                     | Squadra                      | Campionato                   | Campionato | Campionato | Coppe nazionali | Coppe nazionali | Coppe nazionali | Coppe continentali | Coppe continentali | Coppe continentali | Altre coppe | Altre coppe | Altre coppe | Totale | Totale |
| Stagione                     | Squadra                      | Comp                         | Pres       | Reti       | Comp            | Pres            | Reti            | Comp               | Pres               | Reti               | Comp        | Pres        | Reti        | Pres   | Reti   |
| ---------------------------- | ---------------------------- | ---------------------------- | ---------- | ---------- | --------------- | --------------- | --------------- | ------------------ | ------------------ | ------------------ | ----------- | ----------- | ----------- | ------ | ------ |
| 1990-1991                    | Borussia Neunkirchen         | OL                           | 13         | 1          | CG              | 0               | 0               | -                  | -                  | -                  | SC          | ?           | ?           | 13+    | 1+     |
| 1991-1992                    | Borussia Neunkirchen         | OL                           | 11         | 5          | -               | -               | -               | -                  | -                  | -                  | SC          | ?           | ?           | 11+    | 5+     |
| Totale Borussia Neunkirchen  | Totale Borussia Neunkirchen  | Totale Borussia Neunkirchen  | 24         | 6          |                 | 0               | 0               |                    |                    |                    |             | ?           | ?           | 24+    | 6+     |
| 1992-1993                    | Eintracht Francoforte        | BL                           | 20         | 2          | CG              | 3               | 1               | CU                 | 3                  | 0                  | -           | -           | -           | 26     | 3      |
| 1993-1994                    | Eintracht Francoforte        | BL                           | 19         | 2          | CG              | 2               | 0               | CU                 | 4                  | 2                  | -           | -           | -           | 25     | 4      |
| 1994-1995                    | Eintracht Francoforte        | BL                           | 27         | 7          | CG              | 2               | 0               | CU                 | 7                  | 0                  | -           | -           | -           | 36     | 7      |
| 1995-1996                    | Eintracht Francoforte        | BL                           | 24         | 7          | CG              | 1               | 1               | Int                | 4                  | 3                  | -           | -           | -           | 30     | 11     |
| Totale Eintracht Francoforte | Totale Eintracht Francoforte | Totale Eintracht Francoforte | 90         | 18         |                 | 8               | 2               |                    | 18                 | 5                  |             | -           | -           | 116    | 25     |
| 1996-1997                    | Fenerbahçe                   | TL                           | 33         | 16         | CT              | 3               | 1               | UCL                | 8                  | 1                  | -           | -           | -           | 44     | 18     |
| 1997-1998                    | Fenerbahçe                   | TL                           | 30         | 14         | CT              | 3               | 1               | CU                 | 2                  | 0                  | ST          | 1           | 0           | 36     | 15     |
| Totale Fenerbahçe            | Totale Fenerbahçe            | Totale Fenerbahçe            | 63         | 30         |                 | 6               | 2               |                    | 10                 | 1                  |             | 1           | 0           | 80     | 33     |
| 1998-1999                    | Paris Saint-Germain          | D1                           | 25         | 4          | CF+CdL          | 0+2             | 0               | CdC                | 2                  | 1                  | -           | -           | -           | 29     | 5      |
| 1999-2000                    | Paris Saint-Germain          | D1                           | 23         | 2          | CF+CdL          | 1+3             | 0               | -                  | -                  | -                  | -           | -           | -           | 27     | 2      |
| 2000-2001                    | Paris Saint-Germain          | D1                           | 16         | 2          | CF+CdL          | 1+1             | 0               | UCL                | 6                  | 1                  | -           | -           | -           | 24     | 3      |
| 2001-2002                    | Paris Saint-Germain          | D1                           | 20         | 4          | CF+CdL          | 2+2             | 0+1             | Int+CU             | 6+3                | 5+0                | -           | -           | -           | 33     | 10     |
| Totale Paris Saint-Germain   | Totale Paris Saint-Germain   | Totale Paris Saint-Germain   | 84         | 12         |                 | 12              | 1               |                    | 17                 | 7                  |             | -           | -           | 113    | 20     |
| 2002-2003                    | Bolton                       | PL                           | 31         | 7          | FACup+CdL       | 1+0             | 0               | -                  | -                  | -                  | -           | -           | -           | 32     | 7      |
| 2003-2004                    | Bolton                       | PL                           | 35         | 0          | FACup+CdL       | 0+6             | 0+3             | -                  | -                  | -                  | -           | -           | -           | 41     | 3      |
| 2004-2005                    | Bolton                       | PL                           | 31         | 6          | FACup+CdL       | 1+1             | 0+1             | -                  | -                  | -                  | -           | -           | -           | 33     | 7      |
| 2005-2006                    | Bolton                       | PL                           | 27         | 1          | FACup+CdL       | 3+2             | 0               | CU                 | 7                  | 0                  | -           | -           | -           | 39     | 1      |
| Totale Bolton                | Totale Bolton                | Totale Bolton                | 124        | 14         |                 | 14              | 4               |                    | 7                  | 0                  |             | -           | -           | 145    | 18     |
| 2006-2007                    | Qatar SC                     | QL                           | 26         | 6          | CQ              | ?               | ?               | -                  | -                  | -                  | -           | -           | -           | 26     | 6      |
| 2007-2008                    | Hull City                    | FL                           | 18         | 0          | FACup+CdL       | 0+1             | 0               | -                  | -                  | -                  | -           | -           | -           | 19     | 0      |
| Totale carriera              | Totale carriera              | Totale carriera              | 429        | 86         |                 | 41+             | 9+              |                    | 52                 | 13                 |             | 1+          | 0+          | 523+   | 108+   |

### Cronologia presenze e reti in nazionale[40]
| Cronologia completa delle presenze e delle reti in nazionale ― Nigeria | Cronologia completa delle presenze e delle reti in nazionale ― Nigeria | Cronologia completa delle presenze e delle reti in nazionale ― Nigeria | Cronologia completa delle presenze e delle reti in nazionale ― Nigeria | Cronologia completa delle presenze e delle reti in nazionale ― Nigeria | Cronologia completa delle presenze e delle reti in nazionale ― Nigeria | Cronologia completa delle presenze e delle reti in nazionale ― Nigeria | Cronologia completa delle presenze e delle reti in nazionale ― Nigeria |
| Data                                                                   | Città                                                                  | In casa                                                                | Risultato                                                              | Ospiti                                                                 | Competizione                                                           | Reti                                                                   | Note                                                                   |
| ---------------------------------------------------------------------- | ---------------------------------------------------------------------- | ---------------------------------------------------------------------- | ---------------------------------------------------------------------- | ---------------------------------------------------------------------- | ---------------------------------------------------------------------- | ---------------------------------------------------------------------- | ---------------------------------------------------------------------- |
| 2-5-1993                                                               | Abidjan                                                                | Costa d'Avorio                                                         | 2 – 1                                                                  | Nigeria                                                                | Qual. Mondiali 1994                                                    | -                                                                      |                                                                        |
| 3-7-1993                                                               | Lagos                                                                  | Nigeria                                                                | 4 – 1                                                                  | Algeria                                                                | Qual. Mondiali 1994                                                    | 1                                                                      |                                                                        |
| 25-9-1993                                                              | Lagos                                                                  | Nigeria                                                                | 4 – 1                                                                  | Costa d'Avorio                                                         | Qual. Mondiali 1994                                                    | -                                                                      |                                                                        |
| 9-3-1994                                                               | Lagos                                                                  | Nigeria                                                                | 0 – 0                                                                  | Ghana                                                                  | Amichevole                                                             | -                                                                      |                                                                        |
| 26-3-1994                                                              | Tunisi                                                                 | Nigeria                                                                | 3 – 0                                                                  | Gabon                                                                  | Coppa d'Africa 1994 - 1º turno                                         | -                                                                      |                                                                        |
| 30-3-1994                                                              | Tunisi                                                                 | Egitto                                                                 | 0 – 0                                                                  | Nigeria                                                                | Coppa d'Africa 1994 - 1º turno                                         | -                                                                      |                                                                        |
| 6-4-1994                                                               | Tunisi                                                                 | Nigeria                                                                | 2 – 2 dts (4 – 2 dtr)                                                  | Costa d'Avorio                                                         | Coppa d'Africa 1994 - Semifinale                                       | -                                                                      |                                                                        |
| 10-4-1994                                                              | Tunisi                                                                 | Nigeria                                                                | 2 – 1                                                                  | Zambia                                                                 | Coppa d'Africa 1994 - Finale                                           | -                                                                      |                                                                        |
| 25-5-1994                                                              | Bucarest                                                               | Romania                                                                | 2 – 0                                                                  | Nigeria                                                                | Amichevole                                                             | -                                                                      |                                                                        |
| 12-6-1994                                                              | Ibadan                                                                 | Nigeria                                                                | 5 – 1                                                                  | Georgia                                                                | Amichevole                                                             | -                                                                      |                                                                        |
| 25-6-1994                                                              | Boston                                                                 | Argentina                                                              | 2 – 1                                                                  | Nigeria                                                                | Mondiali 1994 - 1º turno                                               | -                                                                      |                                                                        |
| 30-6-1994                                                              | Boston                                                                 | Nigeria                                                                | 2 – 0                                                                  | Grecia                                                                 | Mondiali 1994 - 1º turno                                               | -                                                                      |                                                                        |
| 5-7-1994                                                               | Boston                                                                 | Italia                                                                 | 2 – 1                                                                  | Nigeria                                                                | Mondiali 1994 - Ottavi di finale                                       | -                                                                      |                                                                        |
| 16-11-1994                                                             | Londra                                                                 | Inghilterra                                                            | 1 – 0                                                                  | Nigeria                                                                | Amichevole                                                             | -                                                                      |                                                                        |
| 6-1-1995                                                               | Riyadh                                                                 | Nigeria                                                                | 3 – 0                                                                  | Giappone                                                               | Conf. Cup 1995 - 1º turno                                              | -                                                                      |                                                                        |
| 10-1-1995                                                              | Riyadh                                                                 | Nigeria                                                                | 0 – 0                                                                  | Argentina                                                              | Conf. Cup 1995 - 1º turno                                              | -                                                                      |                                                                        |
| 13-1-1995                                                              | Riyadh                                                                 | Messico                                                                | 1 – 1 dts (5 – 4 dtr)                                                  | Nigeria                                                                | Conf. Cup 1995 - Semifinale                                            | -                                                                      |                                                                        |
| 11-6-1995                                                              | Boston                                                                 | Stati Uniti                                                            | 3 – 2                                                                  | Nigeria                                                                | Amichevole                                                             | 1                                                                      |                                                                        |
| 10-11-1995                                                             | Lagos                                                                  | Nigeria                                                                | 1 – 0                                                                  | Uzbekistan                                                             | Amichevole                                                             | -                                                                      |                                                                        |
| 9-11-1996                                                              | Lagos                                                                  | Nigeria                                                                | 2 – 0                                                                  | Burkina Faso                                                           | Qual. Mondiali 1998                                                    | -                                                                      |                                                                        |
| 12-1-1997                                                              | Nairobi                                                                | Kenya                                                                  | 1 – 1                                                                  | Nigeria                                                                | Qual. Mondiali 1998                                                    | -                                                                      |                                                                        |
| 5-4-1997                                                               | Lagos                                                                  | Nigeria                                                                | 2 – 1                                                                  | Guinea                                                                 | Qual. Mondiali 1998                                                    | -                                                                      |                                                                        |
| 27-4-1997                                                              | Ouagadougou                                                            | Burkina Faso                                                           | 1 – 2                                                                  | Nigeria                                                                | Qual. Mondiali 1998                                                    | -                                                                      |                                                                        |
| 7-6-1997                                                               | Lagos                                                                  | Nigeria                                                                | 3 – 1                                                                  | Kenya                                                                  | Qual. Mondiali 1998                                                    | -                                                                      |                                                                        |
| 17-8-1997                                                              | Conakry                                                                | Guinea                                                                 | 1 – 0                                                                  | Nigeria                                                                | Qual. Mondiali 1998                                                    | -                                                                      |                                                                        |
| 22-4-1998                                                              | Colonia                                                                | Germania                                                               | 1 – 0                                                                  | Nigeria                                                                | Amichevole                                                             | -                                                                      |                                                                        |
| 5-6-1998                                                               | Rotterdam                                                              | Paesi Bassi                                                            | 5 – 1                                                                  | Nigeria                                                                | Amichevole                                                             | -                                                                      |                                                                        |
| 13-6-1998                                                              | Nantes                                                                 | Spagna                                                                 | 3 – 2                                                                  | Nigeria                                                                | Mondiali 1998 - 1º turno                                               | -                                                                      |                                                                        |
| 19-6-1998                                                              | Parigi                                                                 | Nigeria                                                                | 1 – 0                                                                  | Bulgaria                                                               | Mondiali 1998 - 1º turno                                               | -                                                                      |                                                                        |
| 28-6-1998                                                              | Saint-Denis                                                            | Nigeria                                                                | 1 – 4                                                                  | Danimarca                                                              | Mondiali 1998 - Ottavi di finale                                       | -                                                                      |                                                                        |
| 23-1-1999                                                              | Abeokuta                                                               | Nigeria                                                                | 2 – 0                                                                  | Burundi                                                                | Qual. Coppa d'Africa 2000                                              | -                                                                      |                                                                        |
| 23-1-2000                                                              | Lagos                                                                  | Nigeria                                                                | 4 – 2                                                                  | Tunisia                                                                | Coppa d'Africa 2000 - 1º turno                                         | 2                                                                      |                                                                        |
| 28-1-2000                                                              | Lagos                                                                  | Rep. del Congo                                                         | 0 – 0                                                                  | Nigeria                                                                | Coppa d'Africa 2000 - 1º turno                                         | -                                                                      |                                                                        |
| 3-2-2000                                                               | Lagos                                                                  | Nigeria                                                                | 2 – 0                                                                  | Marocco                                                                | Coppa d'Africa 2000 - 1º turno                                         | -                                                                      |                                                                        |
| 7-2-2000                                                               | Lagos                                                                  | Nigeria                                                                | 2 – 1 dts                                                              | Senegal                                                                | Coppa d'Africa 2000 - Quarti di finale                                 | -                                                                      |                                                                        |
| 13-2-2000                                                              | Lagos                                                                  | Nigeria                                                                | 2 – 2 dts (3 – 4 dtr)                                                  | Camerun                                                                | Coppa d'Africa 2000 - Finale                                           | 1                                                                      |                                                                        |
| 17-6-2000                                                              | Lagos                                                                  | Nigeria                                                                | 2 – 0                                                                  | Sierra Leone                                                           | Qual. Mondiali 2002                                                    | 1                                                                      |                                                                        |
| 9-7-2000                                                               | Monrovia                                                               | Liberia                                                                | 2 – 1                                                                  | Nigeria                                                                | Qual. Mondiali 2002                                                    | -                                                                      |                                                                        |
| 13-1-2001                                                              | Lagos                                                                  | Nigeria                                                                | 1 – 0                                                                  | Zambia                                                                 | Qual. Coppa d'Africa 2002                                              | -                                                                      |                                                                        |
| 27-1-2001                                                              | Port Harcourt                                                          | Nigeria                                                                | 3 – 0                                                                  | Sudan                                                                  | Qual. Mondiali 2002                                                    | -                                                                      |                                                                        |
| 11-3-2001                                                              | Accra                                                                  | Ghana                                                                  | 0 – 0                                                                  | Nigeria                                                                | Qual. Mondiali 2002                                                    | -                                                                      |                                                                        |
| 21-4-2001                                                              | Freetown                                                               | Sierra Leone                                                           | 1 – 0                                                                  | Nigeria                                                                | Qual. Mondiali 2002                                                    | -                                                                      |                                                                        |
| 2-6-2001                                                               | Benin City                                                             | Madagascar                                                             | 0 – 1                                                                  | Nigeria                                                                | Qual. Coppa d'Africa 2002                                              | -                                                                      |                                                                        |
| 1-7-2001                                                               | Omdurman                                                               | Sudan                                                                  | 0 – 4                                                                  | Nigeria                                                                | Qual. Mondiali 2002                                                    | 1                                                                      |                                                                        |
| 29-7-2001                                                              | Port Harcourt                                                          | Nigeria                                                                | 3 – 0                                                                  | Ghana                                                                  | Qual. Mondiali 2002                                                    | -                                                                      |                                                                        |
| 7-10-2001                                                              | Southampton                                                            | Giappone                                                               | 2 – 2                                                                  | Nigeria                                                                | Amichevole                                                             | -                                                                      |                                                                        |
| 12-1-2002                                                              | Bouaké                                                                 | Costa d'Avorio                                                         | 1 – 1                                                                  | Nigeria                                                                | Amichevole                                                             | -                                                                      |                                                                        |
| 21-1-2002                                                              | Bamako                                                                 | Nigeria                                                                | 1 – 0                                                                  | Algeria                                                                | Coppa d'Africa 2002 - 1º turno                                         | -                                                                      |                                                                        |
| 24-1-2002                                                              | Bamako                                                                 | Mali                                                                   | 0 – 0                                                                  | Nigeria                                                                | Coppa d'Africa 2002 - 1º turno                                         | -                                                                      |                                                                        |
| 28-1-2002                                                              | Mopti                                                                  | Nigeria                                                                | 1 – 0                                                                  | Liberia                                                                | Coppa d'Africa 2002 - 1º turno                                         | -                                                                      |                                                                        |
| 3-2-2002                                                               | Bamako                                                                 | Ghana                                                                  | 0 – 1                                                                  | Nigeria                                                                | Coppa d'Africa 2002 - Quarti di finale                                 | -                                                                      |                                                                        |
| 7-2-2002                                                               | Bamako                                                                 | Senegal                                                                | 2 – 1 dts                                                              | Nigeria                                                                | Coppa d'Africa 2002 - Semifinale                                       | -                                                                      |                                                                        |
| 26-3-2002                                                              | Londra                                                                 | Paraguay                                                               | 1 – 1                                                                  | Nigeria                                                                | Amichevole                                                             | 1                                                                      |                                                                        |
| 17-4-2002                                                              | Aberdeen                                                               | Scozia                                                                 | 1 – 2                                                                  | Nigeria                                                                | Amichevole                                                             | -                                                                      |                                                                        |
| 16-5-2002                                                              | Dublino                                                                | Irlanda                                                                | 1 – 2                                                                  | Nigeria                                                                | Amichevole                                                             | -                                                                      |                                                                        |
| 2-6-2002                                                               | Kashima                                                                | Nigeria                                                                | 0 – 1                                                                  | Argentina                                                              | Mondiali 2002 - 1º turno                                               | -                                                                      |                                                                        |
| 7-6-2002                                                               | Kōbe                                                                   | Svezia                                                                 | 2 – 1                                                                  | Nigeria                                                                | Mondiali 2002 - 1º turno                                               | -                                                                      |                                                                        |
| 12-6-2002                                                              | Osaka                                                                  | Inghilterra                                                            | 0 – 0                                                                  | Nigeria                                                                | Mondiali 2002 - 1º turno                                               | -                                                                      |                                                                        |
| 29-3-2003                                                              | Blantyre                                                               | Malawi                                                                 | 0 – 1                                                                  | Nigeria                                                                | Qual. Coppa d'Africa 2004                                              | -                                                                      |                                                                        |
| 11-6-2003                                                              | Abuja                                                                  | Nigeria                                                                | 0 – 3                                                                  | Brasile                                                                | Amichevole                                                             | -                                                                      |                                                                        |
| 26-7-2003                                                              | Watford                                                                | Nigeria                                                                | 1 – 0                                                                  | Venezuela                                                              | Amichevole                                                             | 1                                                                      |                                                                        |
| 27-1-2004                                                              | Monastir                                                               | Marocco                                                                | 1 – 0                                                                  | Nigeria                                                                | Coppa d'Africa 2004 - 1º turno                                         | -                                                                      |                                                                        |
| 31-1-2004                                                              | Monastir                                                               | Nigeria                                                                | 4 – 0                                                                  | Sudafrica                                                              | Coppa d'Africa 2004 - 1º turno                                         | 1                                                                      |                                                                        |
| 4-2-2004                                                               | Sfax                                                                   | Nigeria                                                                | 2 – 1                                                                  | Benin                                                                  | Coppa d'Africa 2004 - 1º turno                                         | -                                                                      |                                                                        |
| 8-2-2004                                                               | Monastir                                                               | Camerun                                                                | 1 – 2                                                                  | Nigeria                                                                | Coppa d'Africa 2004 - Quarti di finale                                 | 1                                                                      |                                                                        |
| 11-2-2004                                                              | Radès                                                                  | Tunisia                                                                | 1 – 1 dts (4 – 3 dtr)                                                  | Nigeria                                                                | Coppa d'Africa 2004 - Semifinale                                       | 1                                                                      |                                                                        |
| 13-2-2004                                                              | Monastir                                                               | Nigeria                                                                | 2 – 1                                                                  | Mali                                                                   | Coppa d'Africa 2004 - Finale 3º posto                                  | 1                                                                      |                                                                        |
| 3-7-2004                                                               | Abuja                                                                  | Nigeria                                                                | 1 – 0                                                                  | Algeria                                                                | Qual. Mondiali 2006                                                    | -                                                                      |                                                                        |
| 5-9-2004                                                               | Harare                                                                 | Zimbabwe                                                               | 0 – 3                                                                  | Nigeria                                                                | Qual. Mondiali 2006                                                    | -                                                                      |                                                                        |
| 26-3-2005                                                              | Port Harcourt                                                          | Nigeria                                                                | 2 – 0                                                                  | Gabon                                                                  | Qual. Mondiali 2006                                                    | -                                                                      |                                                                        |
| 18-6-2005                                                              | Kano                                                                   | Nigeria                                                                | 1 – 1                                                                  | Angola                                                                 | Qual. Mondiali 2006                                                    | 1                                                                      |                                                                        |
| 7-2-2006                                                               | Alessandria d'Egitto                                                   | Costa d'Avorio                                                         | 1 – 0                                                                  | Nigeria                                                                | Coppa d'Africa 2006 - Semifinale                                       | -                                                                      |                                                                        |
| 9-2-2006                                                               | Il Cairo                                                               | Senegal                                                                | 0 – 1                                                                  | Nigeria                                                                | Coppa d'Africa 2006 - Finale 3º posto                                  | -                                                                      |                                                                        |
| Totale                                                                 |                                                                        | Presenze                                                               | 73                                                                     |                                                                        | Reti                                                                   | 14                                                                     |                                                                        |

| Cronologia completa delle presenze e delle reti in nazionale (partite non ufficiali) ― Nigeria | Cronologia completa delle presenze e delle reti in nazionale (partite non ufficiali) ― Nigeria | Cronologia completa delle presenze e delle reti in nazionale (partite non ufficiali) ― Nigeria | Cronologia completa delle presenze e delle reti in nazionale (partite non ufficiali) ― Nigeria | Cronologia completa delle presenze e delle reti in nazionale (partite non ufficiali) ― Nigeria | Cronologia completa delle presenze e delle reti in nazionale (partite non ufficiali) ― Nigeria | Cronologia completa delle presenze e delle reti in nazionale (partite non ufficiali) ― Nigeria | Cronologia completa delle presenze e delle reti in nazionale (partite non ufficiali) ― Nigeria |
| Data                                                                                           | Città                                                                                          | In casa                                                                                        | Risultato                                                                                      | Ospiti                                                                                         | Competizione                                                                                   | Reti                                                                                           | Note                                                                                           |
| ---------------------------------------------------------------------------------------------- | ---------------------------------------------------------------------------------------------- | ---------------------------------------------------------------------------------------------- | ---------------------------------------------------------------------------------------------- | ---------------------------------------------------------------------------------------------- | ---------------------------------------------------------------------------------------------- | ---------------------------------------------------------------------------------------------- | ---------------------------------------------------------------------------------------------- |
| 14-5-1994                                                                                      | Amsterdam                                                                                      | Suriname                                                                                       | 1 – 2                                                                                          | Nigeria                                                                                        | Amichevole                                                                                     | -                                                                                              |                                                                                                |
| Totale                                                                                         |                                                                                                | Presenze                                                                                       | 1                                                                                              |                                                                                                | Reti                                                                                           | 0                                                                                              |                                                                                                |

## Palmarès

### Club

#### Competizioni nazionali
- Supercoppa francese: 1

Paris Saint-Germain: 1998

#### Competizioni internazionali
- Coppa Intertoto UEFA: 1

PSG: 2001

### Nazionale
- Coppa d'Africa: 1

Tunisia 1994
- Oro olimpico: 1

Atlanta 1996

### Individuale
- Capocannoniere della Coppa d'Africa: 1

2004
- BBC African Footballer of the Year: 2

2003, 2004
- Incluso nel FIFA 100 (2004)